# صيد التذكارات

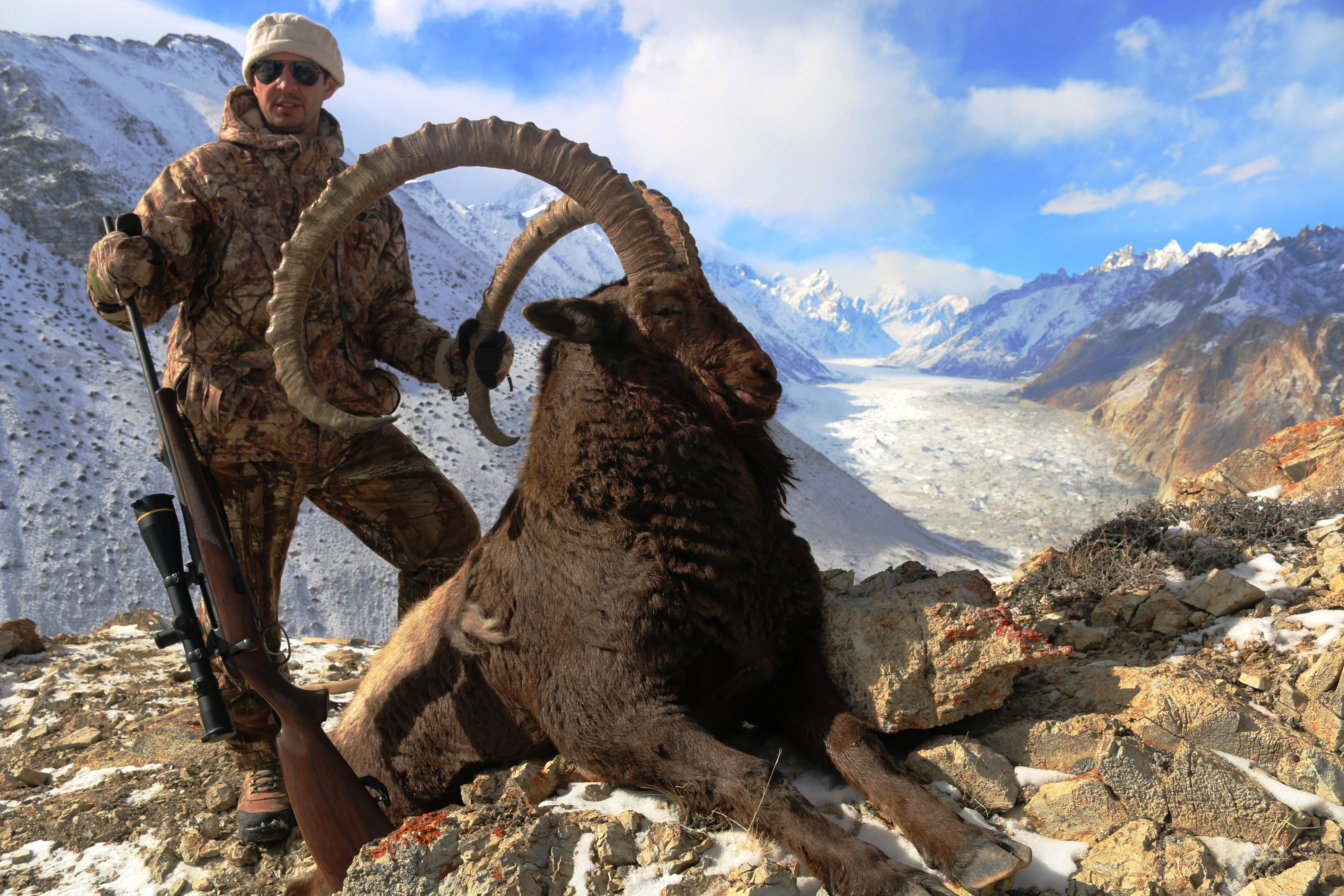
صياد التذكارات مع وعل الهملايا في باكستان

صيد التذكارات هو صيد الطريدة البرية للترفيه البشري. التذكار هو التعبير الذي يطلق على الحيوان أو جزء منه يُحتفظ به، وعادة ما يتم عرضه، لتمثيل نجاح الصيد. بشكل عام، يتم الاحتفاظ فقط بأجزاء من الحيوان على شكل تذكارات (عادة الرأس أو الجلد أو القرون) ويتم استخدام الذبيحة نفسها للطعام.
غالبًا ما يتم عرض الجوائز في منزل أو مكتب الصياد، وغالبًا في «غرف تذكارية» مصممة خصيصًا لهذا الغرض، تسمى أحيانًا «غرف الألعاب» أو «غرف البنادق»، حيث يتم عرض أسلحة الصياد أيضًا.
لصيد التذكارات مؤيدين حازمين ومعارضين أقوياء. لا تدور المناقشات المحيطة بصيد التذكارات بشكل مركزي حول مسألة أخلاق الصيد الترفيهي وجهود الحفظ المفترضة لصيد الحيوانات الكبيرة وصيد المزارع، ولكن أيضًا الانخفاض الملحوظ في أنواع الحيوانات التي تعتبر أهدافًا لصيد التذكارات.

## روابط خارجية
- صيد الكأس: القتل أم الحفظ؟ - وثائقي CBSN